# Hirotaka Suzuoki
Hirotaka Suzuoki (jap. 鈴置 洋孝 Suzuoki Hirotaka; ur. 6 marca 1950 w Nagoi, zm. 6 sierpnia 2006 w Tokio) – japoński seiyū i aktor dubbingowy, znany z roli Brighta Noa w serii Gundam oraz Giovanniego (jap. Sakaki) w anime Pokémon.
Suzuoki posiadał charakterystyczny miękki i wysublimowany głos. Jego najbliższym przyjacielem był inny seiyū Tōru Furuya, z którym wielokrotnie współpracował. Był oficjalnym japońskim dublerem głosowym Toma Cruise’a. Był nałogowym palaczem i miał problemy alkoholowe. W lipcu 2006 roku u aktora wykryto raka płuc, który spowodował osłabienie zdrowia, a w konsekwencji jego śmierć w następnym miesiącu. Suzuoki miał 56 lat w chwili śmierci.

## Wybrana filmografia
Ważniejsze role zostały pogrubione.
- Kapitan Jastrząb: Kojirō Hyūga
- Dragon Ball, Dragon Ball Z: Tenshinhan
- Kidō Senshi Gundam, Kidō Senshi Zeta Gundam, Kidō Senshi Gundam ZZ, Kidō Senshi Gundam: Odwet Chara: Bright Noa
- Pokémon:
  - Sakaki (Giovanni)[a],
  - Yadon (Slowpoke),
  - Yadoran (Slowbro)
- Ranma ½: Tatewaki Kuno
- Rurōni Kenshin: Hajime Saitō
- Uchū no kishi Tekkaman Blade: Heinrich von Freeman
- Transformers: Starscream
- Rycerze Zodiaku: Shiryu
- Chōjikū Yōsai Macross: Lynn Kaifun
- Muteki Kōjin Daitarn 3: Banjō Haran (debiut aktorski)
- Denji Sentai Megaranger: Yugande